# Futalognkosaurus

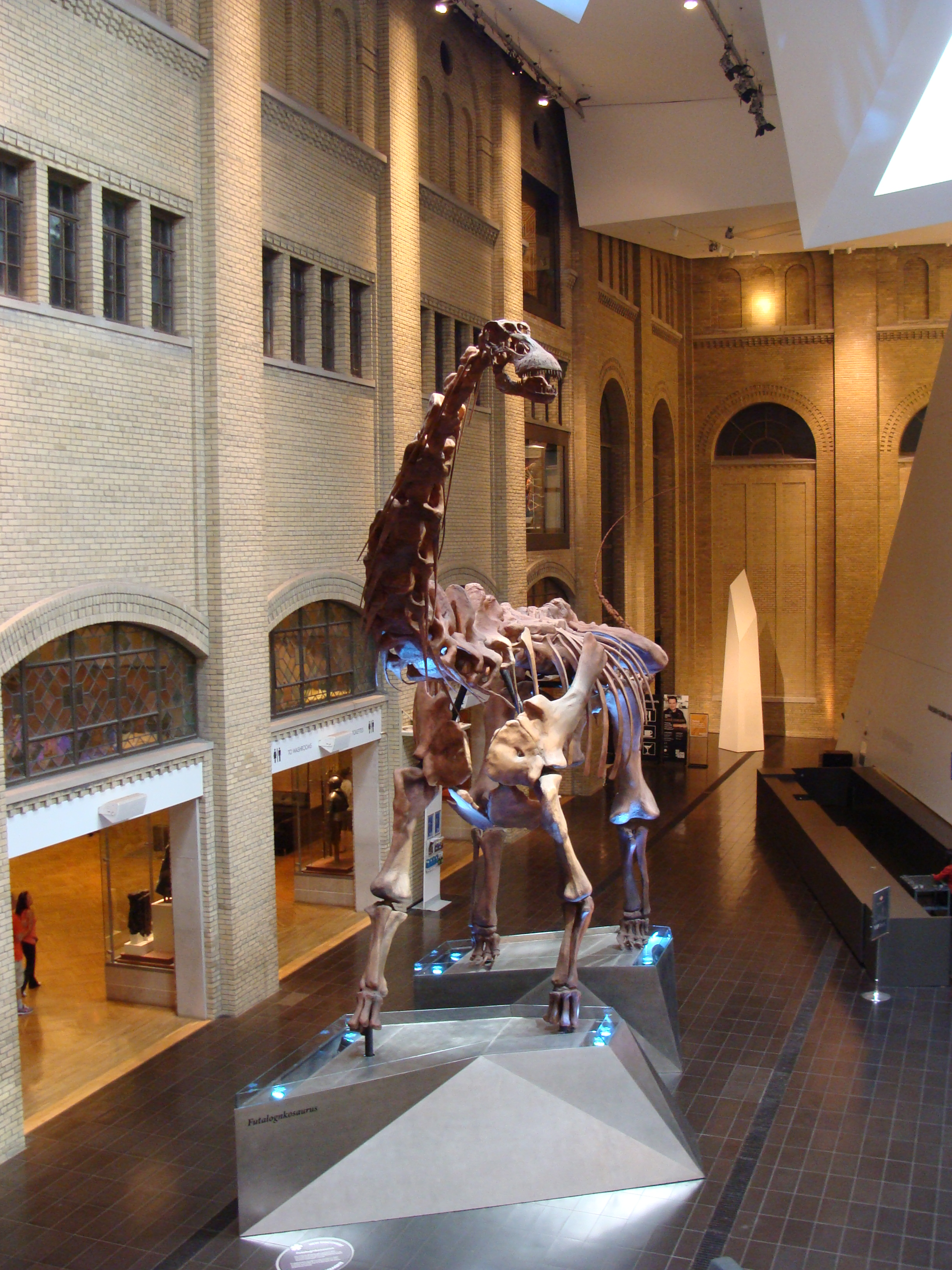
Scheletro

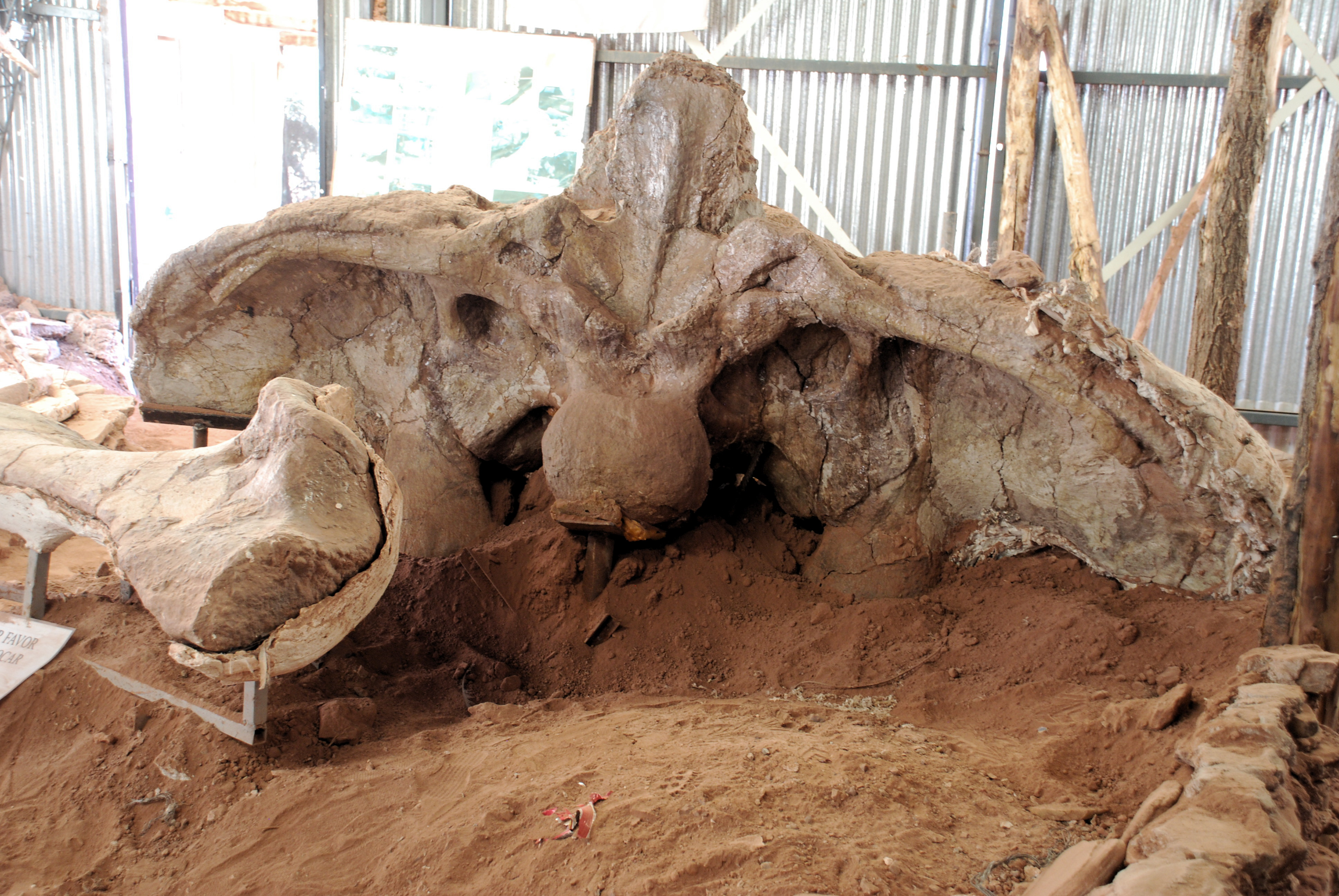
Vertebra

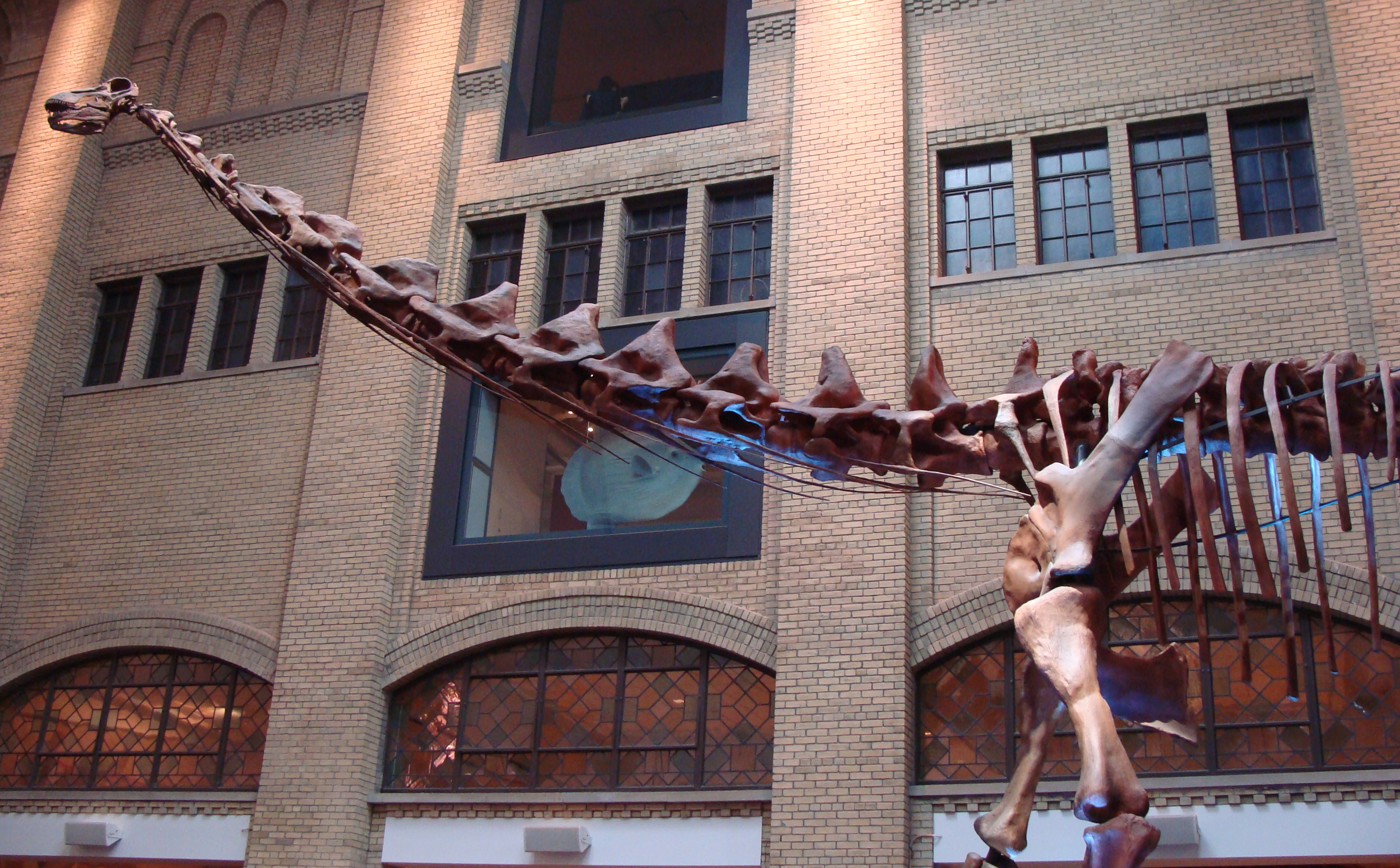
Collo e cranio

Futalognkosaurus è un genere di dinosauri i cui resti fossili sono stati trovati nella provincia di Neuquén, in Argentina nel 2000 ed hanno ricevuto una descrizione scientifica nel 2007. Il nome del genere unisce due parole della lingua mapudungun, parlata dai nativi del luogo del ritrovamento, futa (gigante) e lognko (capo), al termine saurus, consueto per i dinosauri e in genere per i rettili. La specie, descritta sulla base di tre esemplari fossili con i quali si arriva a coprire circa il 70% del totale dello scheletro, è stata chiamata Futalognkosaurus dukei.
Futalognkosaurus dukei visse circa 87 milioni di anni fa (Coniaciano, Cretaceo superiore), in un clima tropicale. La lunghezza totale è stimata tra i 32 e i 34 metri e probabilmente pesava 70-80 tonnellate. Il genere Futalognkosaurus è stato inserito nel gruppo dei titanosauri lognkosauri. Gli autori della descrizione hanno indicato come genere affine il Mendozasaurus.